# The Witcher : Les Sirènes des abysses
Pour plus de détails, voir Fiche technique et Distribution.
The Witcher : Les Sirènes des abysses (The Witcher: Sirens of the Deep) est un film d'animation américano-sud-coréen-polonais réalisé par Kang Hei Chul et sorti en 2025. Écrit par Mike Ostrowski et Rae Benjamin, le scénario est une adaptation de la nouvelle Une once d'abnégation issue du recueil L'Épée de la providence écrit par Andrzej Sapkowski. Le film est diffusé sur Netflix.

## Fiche technique
Sauf indication contraire, les informations mentionnées dans cette section peuvent être confirmées par la base de données cinématographiques IMDb,  présente dans la section « Liens externes ».
- Titre original :  The Witcher: Sirens of the Deep
- Titre français : The Witcher : Le Sirènes des abysses
- Réalisation : Kang Hei Chul
- Scénario : Mike Ostrowski et Rae Benjamin, d'après la série littéraire Le Sorceleur d'Andrzej Sapkowski
- Musique : Joseph Trapanese
- Production : Lauren Schmidt Hissrich
- Sociétés de production : Studio Mir, Platige Image et Netflix
- Société de distribution : Netflix
- Pays de production :  États-Unis,  Corée du Sud,  Pologne
- Langue originale : anglais
- Genres : drame, heroic fantasy
- Date de sortie : 11 février 2025 (sur Netflix)

## Distribution
- Doug Cockle (VF : Daniel Njo Lobé) : Geralt de Riv[1]
- Joey Batey (VF : Martin Faliu) : Jaskier[1]
- Anya Chalotra (VF : Léopoldine Serre) : Yennefer de Vengerberg[1]
- Christina Wren (VF : Jaynelia Coadou) : Essi Daven[1]

## Production
Netflix annonce en septembre 2021 la production d'un second film d'animation après The Witcher : Le Cauchemar du loup sorti le mois précédent. Comme ce dernier, il est réalisé par le studio sud-coréen Studio Mir. Il s'agit en revanche d'une adaptation de la nouvelle Une once d'abnégation issue du recueil L'Épée de la providence écrit par Andrzej Sapkowski plutôt qu'une histoire originale. Joey Batey et Anya Chalotra reprennent leur rôle respectif de Jaskier et Yennefer de Vengerberg dans la série live-action, tandis Doug Cockle double Geralt de Riv, reprenant son rôle dans la série de jeux vidéo,. Initialement prévu pour 2024, la sortie du film est finalement reportée au 11 février 2025.